# Tecomatlán, delstaten Mexiko
Tecomatlán är en ort i Mexiko.   Den ligger i kommunen Tlatlaya och delstaten Mexiko, i den södra delen av landet, 140 km sydväst om huvudstaden Mexico City. Tecomatlán ligger 1 012 meter över havet och antalet invånare är 250.
Terrängen runt Tecomatlán är kuperad åt sydväst, men åt nordost är den bergig. Runt Tecomatlán är det ganska glesbefolkat, med 47 invånare per kvadratkilometer. Närmaste större samhälle är San Mateo, 7,6 km nordväst om Tecomatlán. I omgivningarna runt Tecomatlán växer huvudsakligen savannskog.